# 君俊商務酒店

標誌

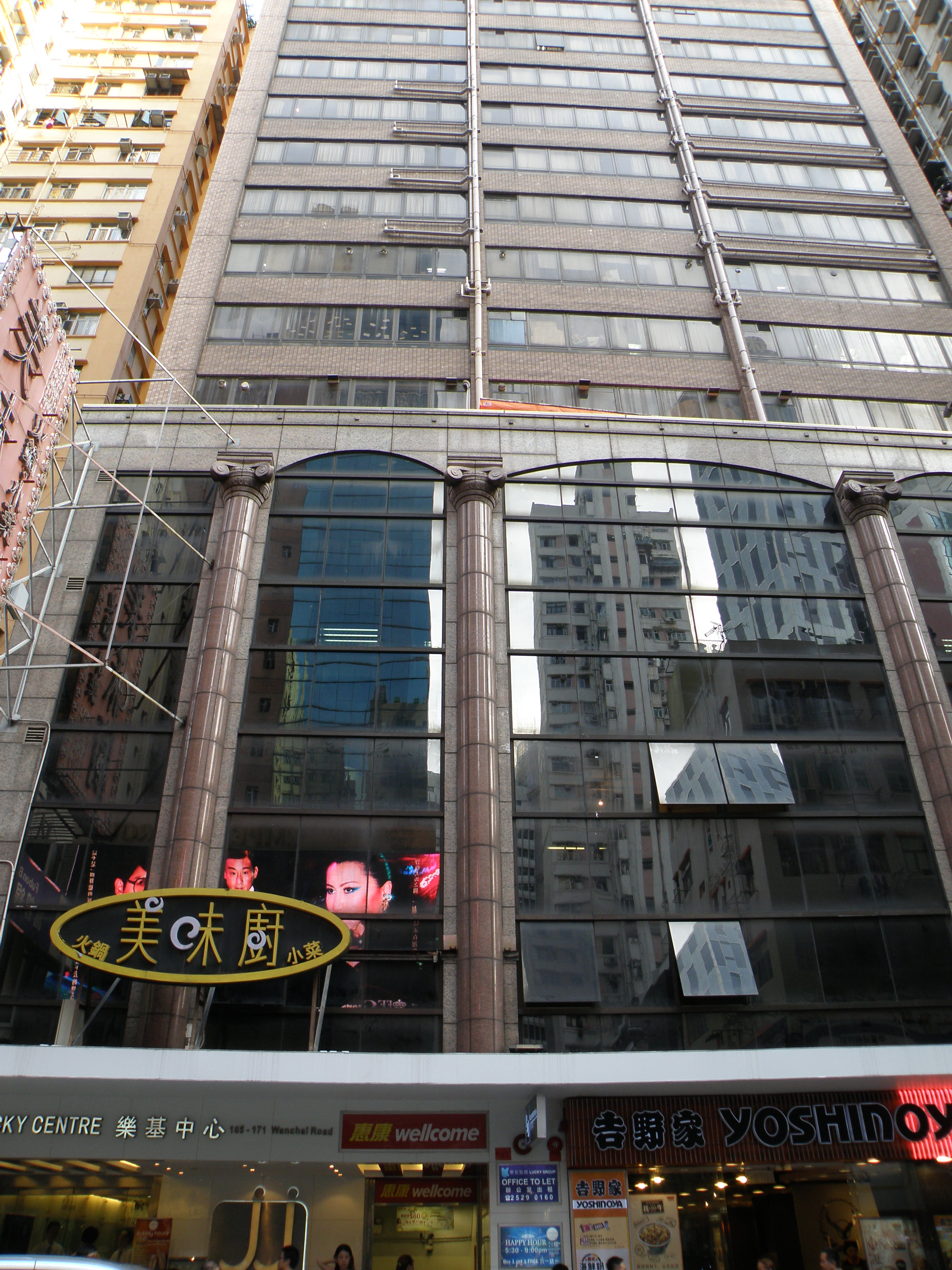
君俊商務酒店

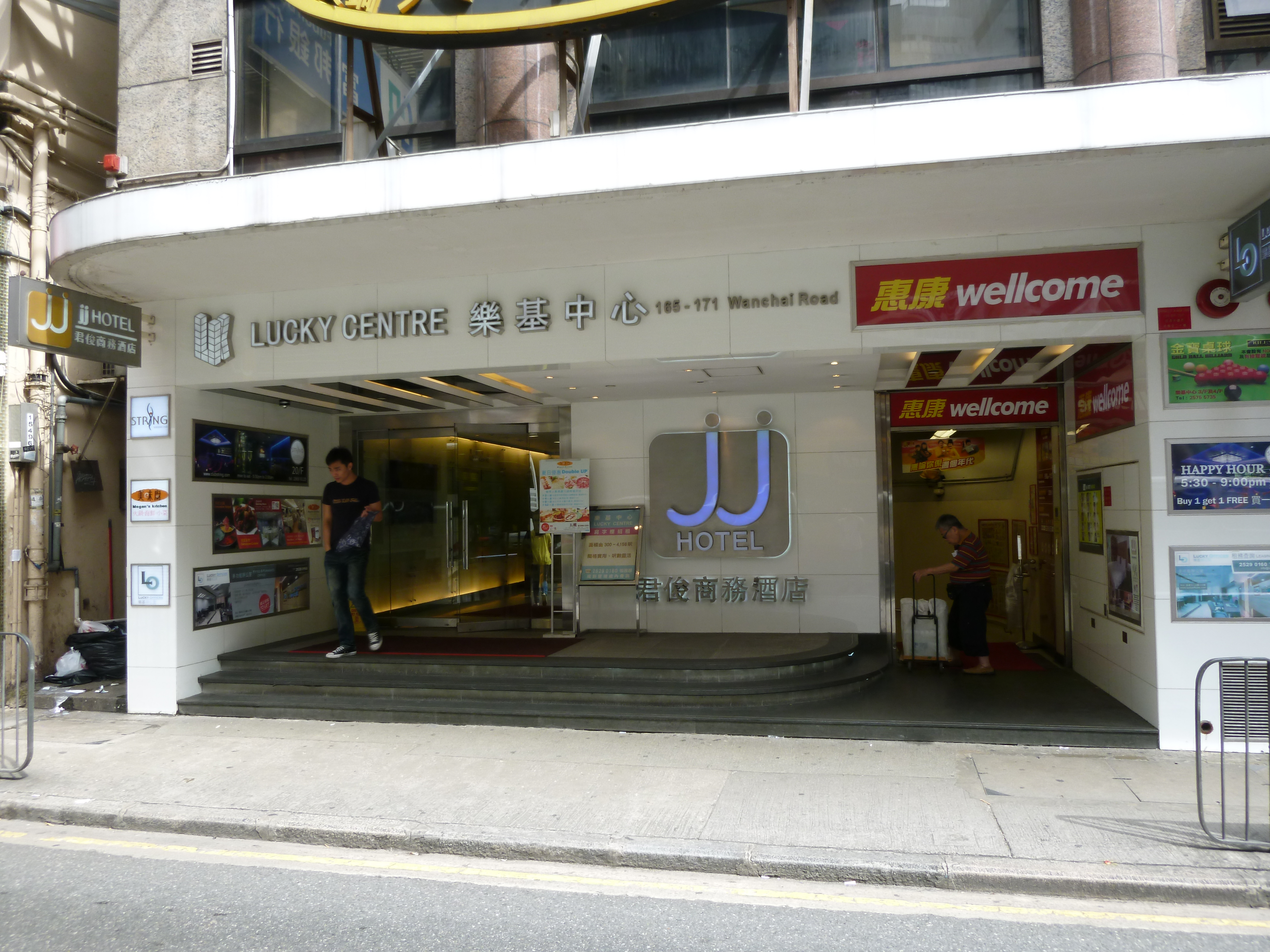
地面入口

君俊商務酒店（英語：JJ Hotel），為香港的一間三星級酒店，位處香港島灣仔灣仔道165-171號樂基中心，鄰近地鐵灣仔站，酒店於2006年9月開幕，共提供18間豪華客房，其中總統客房有2間，特別設有2間相連房間。

## 酒店設施
- 會議室
- 休閒室
- 相連房間
- 酒吧
- 餐廳

## 餐廳
- 美味廚（中菜）餐廳資料
- String（酒吧）

## 交通
- 港鐵：灣仔站（步行約15分鐘）
- 電車（莊士敦道）

## 參看
- 香港酒店列表

## 外部連結
- 君俊商務酒店